# Union des écrivains soviétiques
L'Union des écrivains soviétiques (Союз писателей СССР en russe) est un syndicat  qui représente les écrivains professionnels en Union soviétique de 1934 à 1991.

## Création
L'Union des écrivains soviétiques est constituée lors de son premier congrès en 1934 à l'initiative du Comité central du Parti communiste de l'Union soviétique après avoir dissout plusieurs autres organisations d'écrivains : l'Association russe des écrivains prolétariens (Российская ассоциация пролетарских писателей, RAPP), Proletkoult (Пролеткульт) et l'Union pan-soviétique des associations d'écrivains prolétariens (Всесоюзное объединение Ассоциаций пролетарских писателей, VOAPP). Elle édite, jusqu'en 1990 la revue littéraire Znamia.

## Membres
Le nombre des membres de l'Union des écrivains soviétiques n'a cessé de s'accroître :
| Année | Membres |
| ----- | ------- |
| 1934  | 1500    |
| 1954  | 3695    |
| 1959  | 4801    |
| 1967  | 6608    |
| 1971  | 7290    |
| 1976  | 7942    |
| 1981  | 8773    |
| 1986  | 9584    |
| 1989  | 9920    |

## Direction
Le premier président de l'Union des écrivains soviétiques fut Maxime Gorki de 1934 à 1936,  mais Alexandre Chtcherbakov, secrétaire, en était le véritable maître.
Il a été suivi de 1936 à 1938 d'Alexis Tolstoï, cette fois c'est le secrétaire général Vladimir Stavski qui dirigea de facto l'Union des écrivains, jusqu'en 1941.
Alexandre Fadeïev lui succède de 1938 à 1944 et de 1946 à 1954, Nikolaï Tikhonov de 1944 à 1946, Alexeï Sourkov de 1954 à 1959 et Constantin Fedine de 1959 à sa mort en 1977.
Cette année-là, le titre de président est supprimé et remplacé par celui de premier secrétaire. Ce poste est attribué de 1977 à 1986 à Guéorgui Markov auquel Vladimir Karpov succède de 1986 à 1990 (mais demeure actif pendant l'année 1991) suivi de Timour Poulatov, pendant quelques mois, jusqu'à la fin de l'URSS en 1991.

## Transformation
Après la dissolution de l'Union soviétique en 1991, l'Union des écrivains soviétiques a été divisée en organisations séparées pour chacun des États de l'ancien espace soviétique. La section russe a été transformée en « Union des écrivains russes » (Союз российских писателей).